# William Dieterle
William Dieterle (Ludwigshafen am Rhein (Duitsland), 15 juli 1893 – Ottobrunn, 9 december 1972) was een Duits-Amerikaanse acteur en filmregisseur.

## Jonge jaren
Zijn geboortenaam is Wilhelm Dieterle. Hij was de jongste zoon uit een gezin van negen kinderen. Zijn moeder Berthe Dieterle en vader Jacob Dieterle leefden in armoedige omstandigheden. Zodoende moest William al op vroege leeftijd zijn steentje bijdragen. Hij deed verschillende werkjes gaande van schroothandelaar tot het plaatsen van vasttapijt. Hij werd al op jonge leeftijd geboeid door de theaterwereld, en op zestienjarige leeftijd ging hij werken in een rondreizend theater. Zijn ontwapenende charme, mooie uiterlijk en ambitie maakten al snel ruimte voor hoofdrollen in romantische theaterproducties. In 1919 trok hij de aandacht van Max Reinhardt in Berlijn. Reinhardt huurde hem in als acteur. Om meer geld te verdienen, begon Dieterle vanaf 1921 in Duitse films te acteren en al snel werd hij een populaire karakteracteur. Later legde hij zich toe op het regisseren. In 1921 trouwde hij met de actrice en schrijfster Charlotte Hagenbruch.

## Acteur en regisseur
Zijn debuut als filmregisseur maakte hij in 1923 met de Duitse film Der Mensch am Wege. De jonge Marlene Dietrich speelt erin mee.
Na zijn debuut als regisseur ging Dieterle weer acteren. De bekendste films waarin hij te zien was waren :
- 1921: Hintertreppe (Paul Leni en Leopold Jessner)
- 1922: Lucrezia Borgia (Richard Oswald)
- 1924: Mutter und Kind (Carl Froelich)
- 1924: Das Wachtsfigurenkabinett  (Paul Leni)
- 1926: Faust (Friedrich Wilhelm Murnau)
- 1927: Die Weber (Friedrich Zelnik)

In 1927 startten Dieterle en zijn vrouw Charlotte Hagenbruch een eigen productiemaatschappij en regisseerde hij meer films. Hij lanceerde met zijn kaskrakers Die Heilige und ihr Narr (1928) en Frühlingsrauschen (1929) de carrière van de Nederlandse actrice Lien Deyers.

## Regiewerk gedurende de jaren dertig
In 1930 emigreerde Dieterle naar de Verenigde Staten. Aangekomen in Hollywood kreeg Dieterle een voorstel om Duitse versies van Amerikaanse films te maken. Hij paste zich snel aan aan de Amerikaanse manier van werken en regisseren, zodat hij al snel originele films kon regisseren bij Warner Bros..
De eerste originele film die hij draaide in de Verenigde Staten was The Last Flight (1931). De prent werd een succes.
Andere werken:
- 1932: Jewel Robbery
- 1932: The Crash
- 1935: A Midsummer Night's Dream
- 1936: The Story of Louis Pasteur
- 1937: The Life of Emile Zola
- 1939: Juarez
- 1939: The Hunchback of Notre Dame

Dieterle werd een genaturaliseerde burger van de Verenigde Staten in 1937. In datzelfde jaar won zijn film over Emile Zola een Oscar voor Beste Film.

## Jaren veertig
In de jaren 1940 werden zijn films luxueuzer en romantischer. Vele filmcritici en -historici zijn het er heden ten dage over eens dat deze periode Dieterle's beste geweest is en zijn biopics uit de jaren dertig overtreft. 
- 1940: Dr. Ehrlich's Magic Bullet
- 1941: All That Money Can Buy (The Devil and Daniel Webster)
- 1945: Love Letters
- 1948: Portrait of Jennie
- 1949: The Accused

## Jaren vijftig
Gedurende de jaren 1950 ging het bergafwaarts met de carrière van Dieterle door het mccarthyisme. Hoewel hij nooit op de zwarte lijst gezet is, werd zijn liberale film Blockade (1938), net als sommige acteurs waar hij mee gewerkt had, als verdacht beschouwd.
Tot 1957 maakte hij nog films in de Verenigde Staten waaronder de film noir The Turning Point (1952). Daarna verwezenlijkte hij films in Italië en Duitsland voor hij met pensioen ging in 1965.
Dieterle wordt vooral herinnerd om zijn elegantie. Hij droeg altijd een grote hoed en witte handschoenen op de set.

## Filmografie

### Als acteur
- 1913: Fiesko
- 1921: Die Verschwörung zu Genua
- 1921: Die Geierwally
- 1921: Hintertreppe
- 1921: Fräulein Julie
- 1922: Frauenopfer
- 1922: Der Graf von Charolais
- 1922: Lucrezia Borgia
- 1922: Marie Antoinette
- 1923: Bohème
- 1923: Die Austreibung
- 1923: Die grüne Manuela (ook regie-assistent)
- 1924: Carlos und Elisabeth
- 1924: Das Wachsfigurenkabinett
- 1924: Mutter und Kind
- 1924: Moderne Ehen
- 1925: Der Hahn im Korb
- 1925: Lena Warnstetten
- 1925: Die vom Niederrhein
- 1925: Die Blumenfrau vom Potsdamer Platz
- 1925: Die Gesunkenen
- 1926: Die Mühle von Sanssouci
- 1926: Zopf und Schwert
- 1926: Qualen der Nacht
- 1926: Die Försterchristl
- 1926: Der rosa Diamant
- 1926: Faust – eine deutsche Volkssage
- 1926: Die Flucht in den Zirkus
- 1926: Der Pfarrer von Kirchfeld
- 1927: Unter Ausschluß der Öffentlichkeit
- 1927: Violantha
- 1927: Der Zigeunerbaron
- 1927: Ich habe im Mai von der Liebe geträumt (ook productie)
- 1927: Die Weber
- 1927: Petronella
- 1927: Am Rande der Welt
- 1928: Frau Sorge
- 1930: Ludwig der Zweite, König von Bayern
- 1931: Dämon des Meeres

### Als regisseur
- 1923: Der Mensch am Wege
- 1927: Das Geheimnis des Abbé X
- 1928: Die Heilige und ihr Narr
- 1928: Geschlecht in Fesseln
- 1929: Frühlingsrauschen
- 1929: Das Schweigen im Walde
- 1929: Ludwig der Zweite, König von Bayern
- 1929: Ich lebe für Dich
- 1929: Durchs Brandenburger Tor
- 1930: Eine Stunde Glück
- 1930: Der Tanz geht weiter
- 1930: Dämon des Meeres (onbenoemd)
- 1930: Die Maske fällt
- 1930: Die heilige Flamme (onbenoemd)
- 1930: Kismet
- 1931: The Last Flight
- 1931: Her Majesty, Love
- 1932: Man Wanted
- 1932: Jewel Robbery
- 1932: The Crash
- 1932: Six Hours to Live
- 1933: Lawyer Man
- 1934: Fashions of 1934
- 1934: Fog over Frisco
- 1934: Madame Du Barry
- 1934: The Firebird
- 1934: The Secret Bride
- 1935: A Midsummer Night’s Dream (co-regie)
- 1935: Dr. Socrates
- 1935: The Story of Louis Pasteur
- 1936: The White Angel
- 1936: Satan Met a Lady
- 1937: Another Dawn
- 1937: The Life of Emile Zola
- 1938: Robin Hood, König der Vagabunden (assistent)
- 1938: Blockade
- 1939: Juarez
- 1939: The Hunchback of Notre Dame
- 1940: Dr. Ehrlich’s Magic Bullet
- 1940: A Dispatch from Reuters
- 1941: All That Money Can Buy
- 1942: Tennessee Johnson
- 1942: Syncopation
- 1944: Kismet
- 1944: I'll Be Seeing You
- 1945: Love Letters
- 1945: This Love of Ours
- 1946: The Searching Wind
- 1948: Portrait of Jennie
- 1949: The Accused
- 1949: Rope of Sand
- 1950: Vulcano
- 1950: Dark City
- 1950: September Affair
- 1951: Peking Express
- 1952: Boots Malone
- 1952: Red Mountain
- 1952: The Turning Point
- 1953: Salome
- 1954: Elephant Walk
- 1955: Magic Fire
- 1956: Omar Khayyam
- 1959: Il Vendicatore
- 1960: Herrin der Welt (2 delen)
- 1960: Die Fastnachtsbeichte
- 1961: Die große Reise (televisie)
- 1963: Das große Vorbild (televisie)
- 1964: The Confession
- 1966: Samba (televisie)

- Bibsys: 90859104
- Biblioteca Nacional de España: XX1106967
- Bibliothèque nationale de France: cb14441848p (data)
- Catàleg d'autoritats de noms i títols de Catalunya: 981058614628106706
- CiNii: DA09920416
- Gemeinsame Normdatei: 119118432
- International Standard Name Identifier: 0000 0000 8157 0398
- Library of Congress Control Number: n87860286
- Nationale Bibliotheek van Tsjechië: pna2010573007
- Nationale bibliotheek van Australië: 36365398
- Nationale Bibliotheek van Israël: 987007454995405171
- Nationale Bibliotheek van Polen: a0000002707482
- Nederlandse Thesaurus van Auteursnamen: 123956978
- Réseau des bibliothèques de Suisse occidentale: 02-A003180097
- SNAC: w64f2gsd
- Système universitaire de documentation: 109281209
- Trove: 1251422
- Union List of Artist Names: 500471740
- Virtual International Authority File: 76534014
- WorldCat: E39PBJd3KPpgMrDVygMhVXCWjC